# Fímbria (biologia)

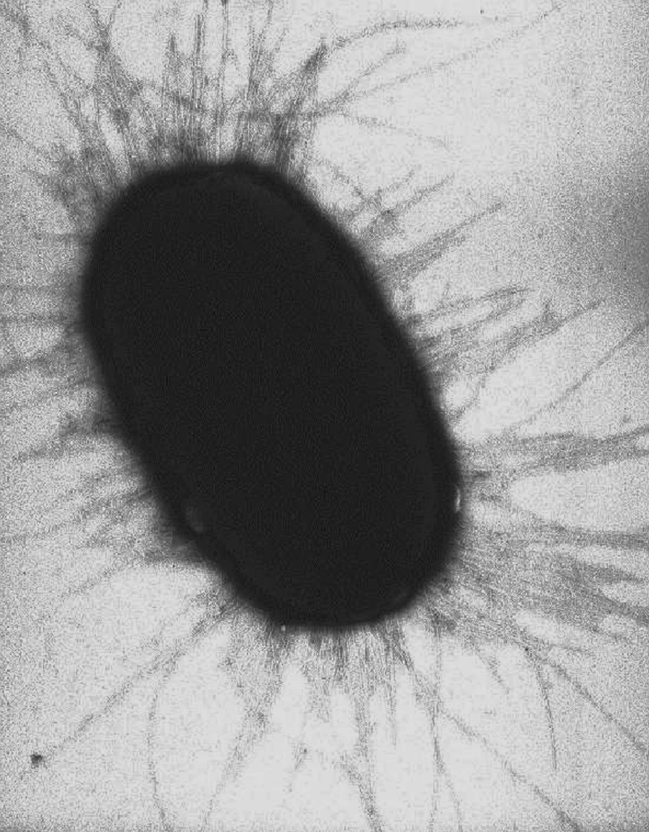
Escherichia coli presenta unes 100-200 fímbries que utilitze per adherir-se a les cèl·lules epitelials o al tracte urogenital.

En bacteriologia, la fímbria és un apèndix proteic present en molts bacteris, és més curt i prim que un flagel. Aquest apèndix oscil·la entre 3 i 10 nm de diàmetre i fins a diversos μm de llarg i corresponen a evaginacions de la membrana citoplasmàtica que sobresurt a l'exterior a través dels porus de la paret cel·lular i la càpsula bacteriana. Les fímbries són utilitzades pels bacteris per adherir-se a les superfícies, les unes amb les altres, o a les cèl·lules animals. Un bacteri pot tenir un miler de fímbries que només són visibles amb l'ús d'un microscopi electrònic. Les fímbries poden estar repartides uniformement per tota la superfície de la cèl·lula o estar situades només als pols. Les fímbries es poden trobar tant en els bacteris gramnegatiu com en els grampositius. En els bacteris grampositius, les fímbries estan lligades covalentment. Estan formades per una proteïna que es diu pil·lina.
En molts bacteris les fímbries són necessàries per a la colonització durant el procés d'infecció o per iniciar la formació d'un biofilm. Els bacteris mutants que manquen de fímbries no poden adherir-se al seu destí habitual i, per tant, no poden provocar infeccions. Algunes fímbries poden contenir lectines, les quals són necessàries per adherir-se a les cèl·lules destí, ja que poden reconèixer les unitats d'oligosacàrids presents en la superfície d'aquestes cèl·lules. Altres fímbries s'uneixen als components de la matriu extracel·lular. Per exemple, és un dels mecanismes primaris de virulència en Escherichia coli.
Els termes de les fímbries i dels pilus (en plural pili) són sovint intercanviables, però el mot fímbria sol reservar-se pels pèls curts que utilitzen els bacteris per adherir-se a les superfícies, en tant que els pili solen referir-se als pèls lleugerament més llargs que s'utilitzen en la conjugació per transferir el material genètic des de la cèl·lula donadora fins a la receptora i a vegades en el desplaçament.
Alguns bacteris gram-negatiu es reuneixen per formar superfícies amiloides funcionals anomenades curli. Els curli són un tipus de fímbries ;. però hi un altre tipus fímbries de Tipus 1 que participen en la formació de Curli i estan en investigació Els Curli es componen de proteïnes anomenades curlinesAlguns dels gens implicats en llur síntesi són CsgA, CsgB, CsgC, CsgD, CsgE, CsgF i CsgG.